# Jake Cooper
Jake Matthew Cooper, né le 3 février 1995, est un footballeur anglais. Il évolue au poste de défenseur avec le club de Millwall FC.

## Biographie
Le 29 novembre 2014, il inscrit son premier doublé en Championship, sur la pelouse de Norwich City.
Le 28 juillet 2017, il est prêté à Millwall.